# Tanc Steam

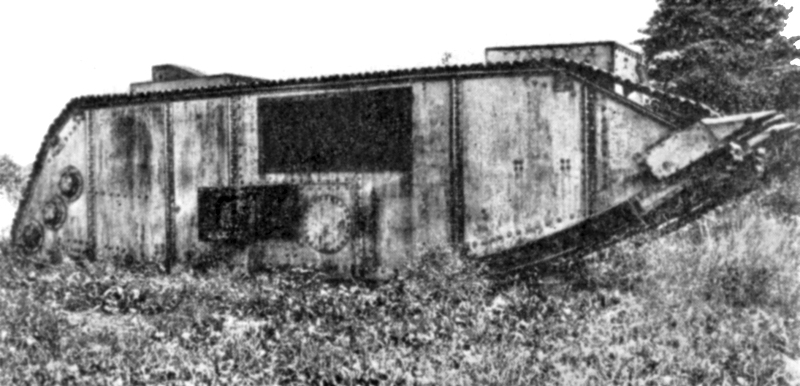
El tanc de vapor, sense lsponson

El tanc de vapor (amb cadenes)  va ser un model de tanc dels EUA creat el 1918 imitant el disseny del tanc britànic Mark IV però que funciona a vapor.
El model va ser dissenyat per un oficial dels Cossos d'Enginyers de l'exèrcit dels EUA. El projecte va ser començat pel General John A. Johnson amb l'ajuda de la Endicott and Johnson Shoe Company i finançat pels banquers de Boston Phelan i Ratchesky (costava $60,000).